# Fires at Midnight
Fires at Midnight é o terceiro álbum de estúdio da banda Blackmore's Night lançado em 10 de julho de 2001 pela gravadora americana SPV GmbH.

## Faixas
1. "Written in the Stars" – 4:50
2. "The Times They Are a Changin'" – 3:33
3. "I Still Remember" – 5:42
4. "Home Again" – 5:28
5. "Crowning of the King" – 4:32
6. "Fayre Thee Well" – 2:08
7. "Fires at Midnight" – 7:36
8. "Hanging Tree" – 3:47
9. "The Storm" – 6:12
10. "Mid Winter's Night" – 4:30
11. "All Because of You" – 3:37
12. "Waiting Just for You" – 3:17
13. "Praetorius (Courante)" – 1:57
14. "Benzai-Ten" – 3:52
15. "Village on the Sand" – 5:04
16. "Again Someday" – 1:42
17. "Possum's Last Dance" – 2:43

## Singles
- "Times They Are A Changin'"
- "Sake of Song"